# São João de Meriti
São João de Meriti è un comune del Brasile nello Stato di Rio de Janeiro, parte della mesoregione Metropolitana di Rio de Janeiro e della microregione di Rio de Janeiro.
Il comune è stato istituito nel 1947 per distacco dal comune di Nova Iguaçu.

## Organizzazione territoriale
São João de Meriti è amministrativamente diviso in 21 bairros (quartieri), 3 distritos (distretti).
- Quartieri: Agostinho Porto, Centro, Coelho da Rocha, Éden, Engenheiro Belford, Grande Rio, Jardim Meriti, Jardim Metrópole, Jardim Sumaré, Parque Alian, Parque Analândia, Parque Araruama, Parque Novo Rio, Parque Tietê, São Mateus, Tomazinho, Venda Velha, Vila Norma, Vila Rosali, Vilar dos Teles e Vilar Tiradentes.

- Distretti: Coelho da Rocha, São João de Meriti e São Mateus.